# Mr. Scarface Is Back
Mr. Scarface Is Back – jest to pierwszy solowy album rapera Scarface’a wydany w 1991 roku przez wytwórnię Rap-A-Lot Records.

## Lista utworów
Opracowano na podstawie źródła
1. Mr. Scarface
2. The Pimp
3. Born Killer
4. Murder by Reason of Insanity
5. Your Ass Got Took
6. Diary of a Madman
7. Body Snatchers
8. Money and the Power
9. P D Roll 'Em
10. Good Girl Gone Bad
11. A Minute to Pray and a Second to Die
12. I’m Dead

## Single
1. "Mr. Scarface"
2. "A Minute to Pray and a Second to Die""